# Gerhard Gebauer
Gerhard Gebauer (* 15. Dezember 1926 in Heimboldshausen; † 3. Juni 2017 in Villingen-Schwenningen) war ein deutscher Jurist und Kommunalpolitiker (SPD).

## Leben
Gerhard Gebauer war von 1960 bis 1961 Bürgermeister, von 1962 bis 1972 Oberbürgermeister von Schwenningen am Neckar. Er setzte sich maßgeblich für die Zusammenlegung der Stadt mit Villingen im Schwarzwald zur gemeinsamen Stadt Villingen-Schwenningen ein. Seit der Fusion 1972 war Gebauer bis 1994 Oberbürgermeister Villingen-Schwenningens. Sein Nachfolger wurde Manfred Matusza. Seit 1999 hatte er als Stadtrat einen Sitz im Gemeinderat der Stadt inne.
Von 1962 bis 1971 gehörte Gebauer dem Kreistag des Landkreises Rottweil an, zu dem Schwenningen bis zur Fusion mit Villingen gehörte. Mit der Fusion 1972 entstand auch der Schwarzwald-Baar-Kreis, in dessen Kreistag Gebauer ebenfalls Mitglied war.
Von 1973 bis 1994 war Gebauer Mitglied des Präsidiums und des Hauptausschusses des Deutschen Städtetages und von 1980 bis 1983 dessen Vizepräsident. In dieser Zeit setzte er sich insbesondere für die Europaarbeit der Städte ein. Gebauer war ab 1983 Mitglied des Präsidiums und des Hauptausschusses des Rats der Gemeinden und Regionen Europas/Deutsche Sektion (RGRE/DS) mit Sitz in Brüssel. Seit 1995 war er Ehrenmitglied des Deutschen Städtetages.

## Schriften
- Viele polnische Städte suchen Partner in Deutschland, in: Europa kommunal 1996, Heft 1, S. 18–23.
- Villingen-Schwenningen, Villingen-Schwenningen, Probst, 1977 (mit Christa Brand).
- Die Lehre von der Teilgeschäftsunfähigkeit und ihre Folgen. Mohr, Tübingen 1954 (zugl. Dissertation, Tübingen 1953).

## Ehrungen und Auszeichnungen
- 1981: Bundesverdienstkreuz am Bande des Verdienstordens der Bundesrepublik Deutschland[8]
- 1995: Bundesverdienstkreuz 1. Klasse des Verdienstordens der Bundesrepublik Deutschland[9]
- 1995: Ehrensenator der Hochschule für Polizei Villingen-Schwenningen[10]
- 2007: Ehrenbürgerschaft der Stadt Villingen-Schwenningen[11]
- 2010: Ehrenbürgerschaft der Stadt Zittau[12]